# Limnocythere sharpei
Limnocythere sharpei är en kräftdjursart som beskrevs av Staplin 1963. Limnocythere sharpei ingår i släktet Limnocythere och familjen Limnocytheridae. Inga underarter finns listade i Catalogue of Life.